# Egil Selvik
Egil Selvik (Sandnes, 30 de julio de 1997) es un futbolista noruego que juega en la demarcación de portero para el Watford F. C. de la EFL Championship.

## Selección nacional
Hizo su debut con la selección de fútbol de Noruega el 7 de septiembre de 2023 en un partido amistoso contra Jordania que finalizó con un resultado de 6-0 a favor del combinado noruego tras los goles de Antonio Nusa, Kristoffer Ajer, Jørgen Strand Larsen, Fredrik Bjørkan, Bård Finne y Hugo Vetlesen.

## Clubes
| Club                        | País       | Año       | Partidos | Goles |
| --------------------------- | ---------- | --------- | -------- | ----- |
| Sandnes Ulf                 | Noruega    | 2017-2018 | 3        | 0     |
| Nest-Sotra Fotball (cedido) | Noruega    | 2018      | 32       | 0     |
| Odds BK 2                   | Noruega    | 2019-2020 | 30       | 0     |
| Odds BK                     | Noruega    | 2020      | 2        | 0     |
| FK Haugesund                | Noruega    | 2021-2025 | 120      | 0     |
| Udinese Calcio              | Italia     | 2025      | 0        | 0     |
| Watford F. C.               | Inglaterra | 2025-     | 16       | 0     |